# Sistema Schoenflies
Il sistema Schoenflies, dal nome del matematico tedesco Arthur Schoenflies, è una notazione comunemente usata per classificare le molecole in base alla loro simmetria. Utilizza le seguenti lettere per identificare i gruppi puntuali:
- la lettera I per il gruppo con simmetria icosaedrica;
- la lettera O per il gruppo con simmetria ottaedrica;
- la lettera T per il gruppo con simmetria tetraedrica;
- Cn per gruppi caratterizzati dal possedere un asse di rotazione n-ario;
- Sn per gruppi che contengono un asse n-ario di rotazione impropria;
- Dn per un gruppo che contiene un asse di rotazione n-ario più un asse binario perpendicolare a quell'asse.

Questa rappresenta la simbologia basilare alla quale si aggiungono diversi pedici per differenziare in base alla presenza di altri elementi di simmetria caratteristici (come piani speculari o centri di inversione).
Il sistema internazionale o sistema Hermann-Mauguin si usa invece soprattutto in cristallografia per la simmetria cristallina.